# Штраубенхардт
Штраубенхардт (њем. Straubenhardt) општина је у њемачкој савезној држави Баден-Виртемберг. Једно је од 28 општинских средишта округа Енцкрајс. Према процјени из 2010. у општини је живјело 10.746 становника. Посједује регионалну шифру (AGS) 8236072.

## Географски и демографски подаци
Штраубенхардт се налази у савезној држави Баден-Виртемберг у округу Енцкрајс. Општина се налази на надморској висини од 438 метара. Површина општине износи 33,1 km². У самом мјесту је, према процјени из 2010. године, живјело 10.746 становника. Просјечна густина становништва износи 325 становника/km².